# 3М
3М (первоначально М-4; изделие «201»; по кодификации НАТО: Bison-B) — советский стратегический бомбардировщик разработки ОКБ Мясищева.

## История создания
Работы по радикальной модернизации М-4 проводились в соответствии с постановлением Совета Министров СССР № 1428—642 от 6 июля 1954 года. В ОКБ тема получила шифр «36», а самолёт получил обозначение 3М. При выборе двигателей ставку сделали на ВД-7, взлётная тяга которых превышала 11000 кгс, а крейсерский расход топлива составлял 0,73-0,8 кг/кгс⋅ч (у АМ-3 — до 1,03), как у зарубежных представителей подобной техники. Применив эти двигатели, увеличив количество топлива на борту, установив систему дозаправки в полёте, а также улучшив аэродинамику, можно было получить дальность, достаточную для достижения самой удалённой точки США. Это было очень важно, так как в южной части Штатов находились ядерные объекты: Лос-Аламос ( Нью-Мексико), Оак-Ридж (Теннеси), авиабазы SAC Кастл и Марч (авиабаза) (Калифорния), Дайс и Карсуэллс (Техас), Берксдейл (Луизиана) и многие другие. На этих же базах были сосредоточены основные хранилища ядерных боеприпасов. Кроме того, в Калифорнии, Техасе и Флориде разворачивалось строительство ракетных пусковых комплексов и центров управления. Поставить их под удар было достаточно важно.
Весь планер и системы бомбардировщика были перепроектированы. Действовавшие в то время нормы прочности тяжёлых самолётов задавали перегрузку при манёвре с максимальным весом не менее 2,5 и при полёте в болтанку — 3,0. Мясищеву удалось доказать, что эти требования завышены, и перейти к более лёгкой конструкции. Снизить массу позволили и другие мероприятия, в частности, замена резины топливных баков на полиамидную плёнку. В результате массу пустой машины удалось снизить по сравнению с серийным М-4 почти на 3 тонны
Самолёт получил новое крыло большего размаха, без излома по задней кромке, с уменьшенным числом аэродинамических перегородок на одну пару и новым профилем на концевых частях. Опыт эксплуатации М-4 позволил отказаться от поперечного V-стабилизатора. Аэродинамическое качество машины достигло рекордного значения — 18,5 единицы (для сравнения: этот показатель у Ту-16 был порядка 14, а у весьма совершенных по тому времени зарубежных самолётов «Авро Вулкан» и Б-47 — 17,0 и 17,25, соответственно). Превысить 19 единиц удалось только на тяжёлых машинах с изменяемой стреловидностью крыла В-1В и Ту-160.
В носовой части 3М разместили негерметичный отсек РЛС, закрытый радиопрозрачным обтекателем. Переднюю кабину перекомпоновали, при этом рабочее место штурмана-бомбардира расположили под лётчиками со смещением влево, а снизу создали фонарь. Количество членов экипажа уменьшили на одного человека.
Шасси и система управления были значительно улучшены. Усовершенствовано оборудование, в том числе установлен навигационно-бомбардировочный автомат НБА. В связи со снятием с вооружения шеститонных бомб реализовать грузоподъёмность в двадцать четыре тонны стало невозможно, и её снизили до восемнадцати — две девятитонных ФАБ-9000. Несмотря на  нагрузку, 3М был единственным из всех советских самолётов, способный нести две подобные бомбы. В грузовой отсеке предусмотрели подвеску дополнительных баков одновременно с бомбами. Ещё два ПТБ решили подвесить под крыло. Максимальная взлётная масса самолёта превысила 200 тонн. При этом сохранилась длина разбега. Данный результат был достигнут улучшением аэродинамики и увеличением тяги двигателей.
Эскизный проект самолёта 3М и макет его передней кабины были представлены к защите в начале осени 1954 года. Опытный самолёт № 0201 построили в Филях с использованием агрегатов серийного М-4. Его сборка завершилась 30 октября 1955 года. Так как двигатели ВД-7  находились в стадии испытаний, а их надёжность вызывала сомнения, полёты 3М решили начать, оснастив его двумя ВД-7 и двумя АМ-3А. Процесс наземных испытаний и отладки опытной машины занял довольно много времени. В воздух она поднялась с аэродрома ЛИИ только 27 марта 1956 года под управлением экипажа М. Л. Галлая.
Внешние отличия от М-4
1. Вместо кабины штурмана («графина») установлен обтекатель РБП
2. У горизонтального оперения отсутствует поперечное V
3. Нет излома по задней кромке крыла
4. Боковые блистеры овальной формы, у М-4 круглые

## Модификации

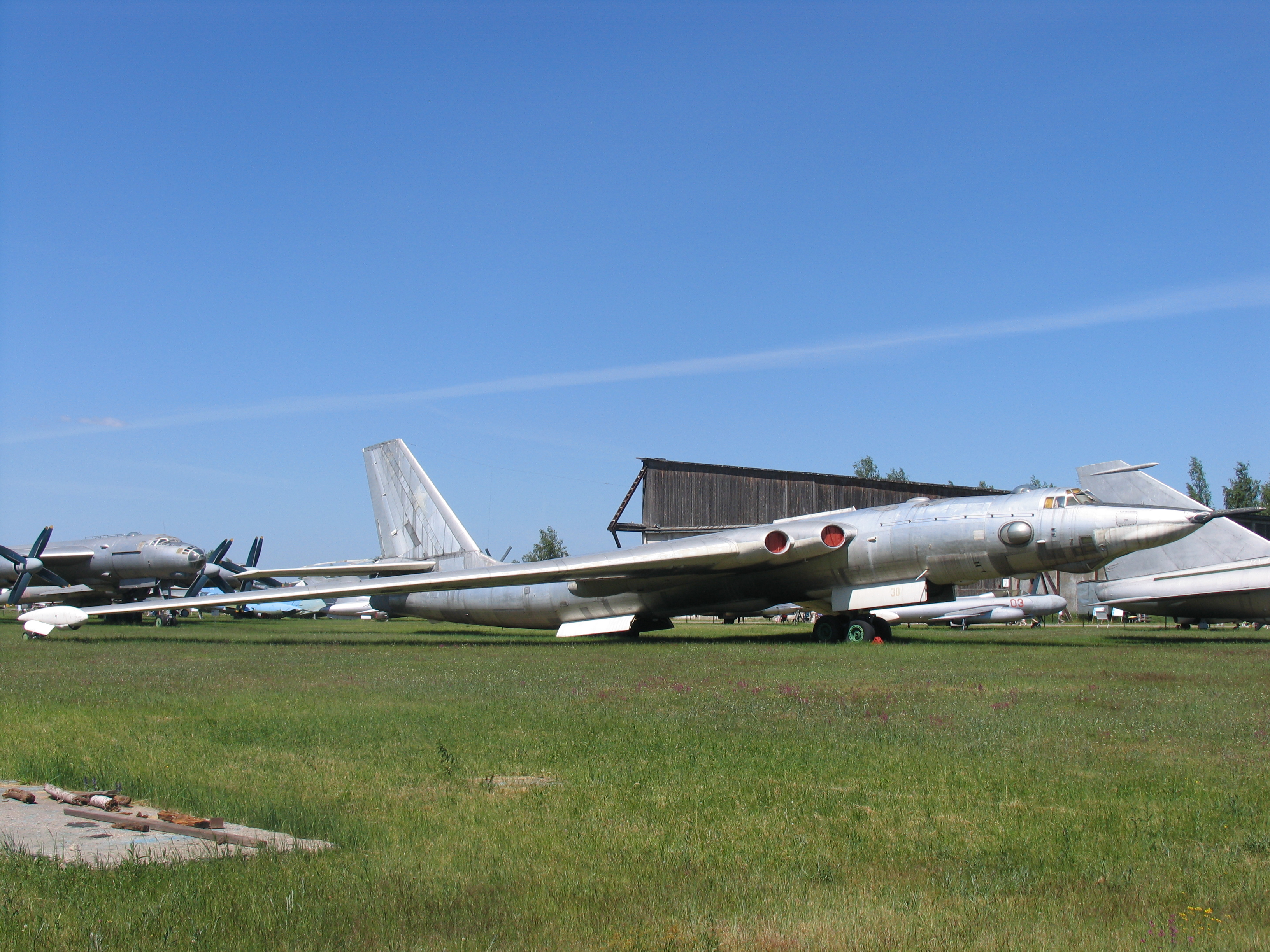
3МД в Центральном музее ВВС РФ в Монино

| Название модели      | Краткие характеристики, отличия. |
| -------------------- | --- |
| 3М                   | Модификация М-4 с увеличенной дальностью полёта. Первоначальное название М-6 (изделие «201»). |
| 3МД                  | В 1960 году в строевых частях ВВС появился новый бомбардировщик 3МД с двигателями ВД-7Б. На этой модификации 3М установили более совершенное оборудование, улучшили аэродинамику самолёта. Внешне он отличался удлинённой, заострённой носовой частью со штангой топливоприёмника на конце. При неизменном размахе несколько увеличили площадь крыла. Впервые этот самолёт продемонстрировали в июле 1967 года на выставке авиационной техники в Домодедово. Кодовое обозначение НАТО — Bison-C. |
| 3МЕ                  | Высотный бомбардировщик с двигателями ВД-7П (РД-7П). Их взлётную тягу увеличили до уровня базового ВД-7. Она составляла 11300 кгс и в условиях высотного полёта возрастала на 28 % по сравнению с ВД-7Б. Дальше лётных испытаний в 1963 году опытного образца дело не пошло из-за смены приоритетов у руководства страны в сторону развития ракетной техники. |
| 3МН                  | Модификация 3М с двигателями ВД-7Б. Ценой повышения ресурса двигателей ВД-7 явилось снижение тяги до 9500 кгс. При общем ухудшении характеристик самолёта, дальность полёта благодаря экономичности двигателей была на 15 % больше, чем у 3МС. |
| 3МР                  | Дальний морской разведчик. Поступил на вооружение авиации ВМФ в 1964 году. |
| 3МС                  | Вариант бомбардировщика 3М с двигателями РД-3М-500А. Из-за малого ресурса двигателей ВД-7 было решено вернуться к тем же двигателям, которые устанавливались на М-4. Характеристики относительно 3М ухудшились, но были всё же лучше, чем у М-4. В частности, дальность полёта без дозаправки в воздухе составляла 9400 км. |
| 3МН-2, 3МС-2         | До начала 1980-х годов бомбардировщики 3МН и 3МС переоборудовались в топливозаправщики. Они пришли на смену М-4-2 в связи с международными договорами о сокращении численности стратегических бомбардировщиков и долгое время являлись основным средством дозаправки в полёте машин стратегической авиации, оборудованных системой «Конус». Максимальное количество отдаваемого в полёте топлива достигало 40000 кг, производительность агрегата заправки — 2250 л/мин. В начале 1975 года рассматривался вопрос о переделке всех бомбардировщиков 3М в воздушные танкеры для дозаправки сверхзвуковых бомбардировщиков Ту-22М. Но самолёт-заправщик Ил-78, созданный в ОКБ Ильюшина, оказался более предпочтительным для этих целей. |
| 3М-5                 | Носитель ракет КСР-5. Отличался составом БРЭО. Разработан в 1973 году. |
| ВМ-Т «Атлант» (3М-Т) | Транспортная модификация самолёта. |
| M-29                 | В 1956 году на базе бомбардировщика 3М разрабатывался проект пассажирского самолёта М-29 (другое название М-6П) на 200—250 мест (реализован не был). |

## Развитие
За 9 лет своего существования ОКБ-23 подготовило на базе М-4 и 3М целый ряд проектов, работы над которыми прекратились по разным причинам. Так, в 1953 году начались работы по созданию пассажирского самолёта «29», который должен был перевозить 80-130 человек на расстояние 5400-7000 км. Машину предполагалось создать на базе М-4, для чего требовалось прежде всего разработать новый фюзеляж, остальные агрегаты планера сохраняли высокую степень преемственности с бомбардировщиком (на лайнере планировали оставить даже «велосипедное» шасси). Изучались различные варианты компоновки пассажирского салона, для чего был построен натурный макет его секции. Проект вначале вызвал заинтересованное отношение в ГВФ, однако потенциальный заказчик выдвинул ряд требований к машине. Например, применить шасси обычной схемы. Ставилась и задача предусмотреть вариант для перевозки 170—180 человек на дальность до 4000 км. Взгляды ГВФ нашли отражение в правительственном задании, которое вышло в августе 1955 г. Однако уже в декабре Совмин принял другое решение, свернув создание этого самолёта.
Во время работы над «29-й» машиной мясищевцы подготовили проект её военно-транспортного варианта. Самолёт должен был перевозить различную военную технику и грузы общей массой до 40 т или до 200 десантников. Судьба этого варианта оказалась аналогичной пассажирскому.
В 1957 году ОКБ-23 приступило к изучению возможности создания на базе бомбардировщика 3МН опытного самолёта с ядерной силовой установкой. Предполагалось заменить два внутренних ВД-7 атомными двигателями с газовым теплоносителем, разместить в грузовом отсеке реактор, демонтировать большую часть топливных баков, установить биологическую защиту экипажа. В дальнейшем предполагалось создание разведчика с четырьмя ядерными двигателями, испытания которого собирались начать в 1960 году. Кроме того, эта машина могла стать базовой для создания самолёта дальнего радиолокационного дозора. Эти замыслы практического воплощения не получили.
Остались на бумаге и проекты стратегического самолёта-разведчика 3МР со взлётной массой 202 т, а также огромной летающей лодки 3М-М, которая могла бы приводняться в океане для получения топлива от подводных лодок. С двумя дозаправками дальность полёта такого корабля должна была достигнуть 25 000 км.
Ликвидация ОКБ затормозила модернизацию находившихся в строю «эмок». Это не позволило своевременно установить ряд новых образцов авиационной электроники и, прежде всего, оборудования РЭП. На самолёте остались устаревшие СПС-2, которые имели невысокую надёжность и не перекрывали работу многих РЛС сантиметрового диапазона.
И всё же некоторые работы, направленные на поддержание «эмок» в надлежащей «форме», проводились. Так, в 1963 году на один 3МН поставили новое навигационное и связное оборудование. Вместо командной радиостанции РСИУ-4В установили новую Р-802В, добавили третий радиокомпас типа АРК-42, а также радиотехническую систему ближней навигации РСБН-2 с «Свод», которая не только позволяла выходить в створ полосы вне её видимости и «ловить» глиссаду, но и строить сложные манёвры в районе аэродрома, например, сбор группы или встречу заправляемого самолёта и танкера. Нашла применение на бомбардировщике ещё одна тогдашняя новинка — доплеровский измеритель скорости и сноса ДИСС-1, который значительно повысил точность счисления пути. После успешных испытаний такой комплекс доработок провели на ряде самолётов, в обозначениях которых добавили букву «Р» (например, M-4P-II, 3МНР, 3МСР-И).
В 1967 году для самолётов М-4 и 3М период «бесхозности» закончился — Мясищев вновь вернулся к конструкторской деятельности, и под его началом был сформирован Экспериментальный машиностроительный завод (ЭМЗ). Несмотря на стартовые трудности с производственными площадями, кадрами и многим другим, возродившаяся фирма сразу получила ряд серьёзных заданий на разработку весьма разноплановой техники — от ЗРК до высотного перехватчика разведывательных аэростатов. На это были брошены основные силы, но и самолёты 3М не остались забытыми.
Была сделана попытка значительно улучшить вооружение и спецоборудование самолёта. На 3МН № 0503 установили новый бомбардировочный прицел ОПБ-112, сопряжённый с РЛС и навигационно-бомбардировочной системой НБА. Самолёт также получил радиосистему дальней навигации РСДН-Зс, позволявшую выполнять прицельное бомбометание по площадным целям из-за облаков и ночью без использования РЛС, и доработанный автопилот АП-15. Старый высотомер малых высот РВ-2 заменили новым РВ-5 «Репер». На борту появилась аппаратура засекречивания связи, самая современная по тому времени станция активных помех «Азалия», ещё несколько более простых систем РЭП, а также оборудование для выброса дипольных отражателей. В боекомплект бортовых пушек ввели снаряды, предназначенные для постановки помех радиолокационным и тепловым ГСН ракет класса «земля-воздух» и «воздух-воздух».
Но главной особенностью самолёта стал новейший комплекс вооружения с крылатой ракетой Д-5, которая могла поражать сильно защищённые морские и сухопутные радиоконтрастные цели. Её дальность полёта составила 280 км, а скорость втрое превышала звуковую. Она могла комплектоваться как фугасно-кумулятивной, так и ядерной БЧ. Ракета успешно прошла испытания и была запущена в производство под обозначением КСР-5.
Работы по переоборудованию самолёта № 0503, получившего обозначение 3М-5, начались в 1973 г., а в 1975-м ГСИ нового авиационно-ракетного комплекса успешно завершились. Они показали большие возможности обновлённой «эмки», однако решения о переоборудовании парка самолётов 3М так и не последовало. Та же участь постигла аналогичный проект модернизации Ту-95, и только Ту-16 вооружили новой ракетой. Фактически главной причиной неудачи 3М-5 стало то, что ВВС утратили заинтересованность в такой модернизации самолётов.
В начале семидесятых в международных отношениях наступил период разрядки, и был заключён первый договор об ограничении стратегических вооружений. В США после уотергейтского скандала и отставки президента Р. Никсона президентом стал Д. Форд. Л. И. Брежнев пообещал новому президенту, что переделает 20 стратегических бомбардировщиков 3М в самолёты-заправщики, которые уже невозможно будет использовать для нанесения ядерных ударов. С дорабатываемых машин должны были снять штанги дозаправки и всё бомбардировочное вооружение, а проём грузоотсека частично заклепать, оставив лишь небольшой люк для выхода заправочного шланга с конусом.
Командование ВВС отнеслось к этой инициативе с энтузиазмом, так как было заинтересовано в превращении устаревших бомбардировщиков в остро необходимые танкеры. Одновременно решали вопрос о продлении назначенного ресурса 3М. Для этого самую старую машину перегнали в Новосибирск, где провели её прочностные испытания в СибНИА. Новосибирские специалисты дали рекомендации, после выполнения которых самолёты 3М могли эксплуатироваться ещё минимум 10 лет.
Доработки выполнялись на рязанском ремзаводе № 360. Их проведение вылилось в довольно масштабную кампанию, для координации которой специально создали комиссию во главе с тогдашним заместителем министра авиапромышленности И. С. Силаевым, получившим за свой крутой нрав прозвище[значимость факта?] «Иван Грозный». Однако по «брежневскому заказу» переделали всего несколько машин. Остальные превращённые в заправщики самолёты 3М сохранили возможность обратной конвертации в бомбардировщики.
Работы, связанные с продлением ресурса, прошли далеко не все машины. Отлетавшие своё самолёты стали отгонять на дальние стоянки авиабазы в Энгельсе, а затем и вовсе отбуксировали на грунтовые площадки, добраться до которых в весеннюю распутицу было трудно даже пешком. Однако в конце 1970-х гг. появилась заинтересованность в усилении бомбардировочного вооружения 3М и Ту-95. Для «эмки» был разработан вариант снаряжения, предусматривавший подвеску 28 бомб ФАБ-500М54 (нагрузка 13280 кг) или 52 ФАБ-250М54 (12640 кг). По воспоминаниям бывшего главкома Дальней авиации генерала В. В. Решетникова, весной 1979 г. эти самолёты предполагалось использовать для нанесения удара по целям в Афганистане, прежде всего, по Герату, где началось восстание и погибло несколько советских специалистов. Но гератский мятеж быстро подавили афганские правительственные войска, а после введения в конце года советского контингента вопрос о применении тяжёлых бомбардировщиков некоторое время не поднимался.
И всё же Дальней авиации пришлось работать по афганским целям, однако эту роль выполняли Ту-16 и Ту-22М2/М3[значимость факта?].

## Эксплуатация
Первые 3М прибыли в Энгельс в мае 1957. Переучивание 201-й ТБАД проходило быстрыми темпами, сказывались уже имевшийся опыт, возросшая по сравнению с М-4 надёжность нового самолёта, большее совершенство его систем. Однако аварии, связанные с превышением посадочного угла, продолжали происходить ещё очень долго. С появлением самолётов с двигателями ВД-7Б проблем прибавилось, но всё обошлось без эксцессов. Однако специалистам наземных служб приходилось часто менять двигатели.
В целом экипажи самолёт оценивали достаточно высоко. Многие лётчики, долгие годы летавшие на этих кораблях, отзываются о 3М хорошо, считают его очень «летучим» и приятным в пилотировании.
Возросшее количество бомбардировщиков 3М позволило вооружить ими ещё один полк — 40-й ТБАП, который базировался на аэродроме Украинка. На той же базе дислоцировался и 79-й полк. Обе части вошли в состав 73-й ТБАД.
Все 3М поступали оснащёнными системой дозаправки. 1 марта 1959 г. корабль, пилотируемый майором Назимкиным, впервые во время строевой эксплуатации принял топливо от танкера в воздухе. К концу года бомбардировщики 201-й дивизии провели уже 303 такие операции, а в июне 1960 г. экипаж м-ра Булавина выполнил полёт на полный радиус действия продолжительностью 17 ч 25 мин с одной дозаправкой.
В 1961 году командование ВВС решило привлечь к участию в ядерных испытаниях личный состав строевых частей Дальней авиации, чтобы подготовить их к ведению реальных боевых действий. Два отряда 3М (6 самолётов) придали 35-му БАП, который проводил сброс ядерных бомб и подчинялся командованию 71-го полигона. 2 октября состоялось «атомное крещение» на северном испытательном полигоне на архипелаге Новая Земля. Бомба мощностью 250 кт была сброшена с Ту-16, и после её подрыва экипажи находившихся в воздухе «эмок» почувствовали воздействие, близкое к тому, что предстояло испытать в боевой обстановке. В следующем году состоялся первый сброс с борта 3М, при этом использовалась бомба 10-мегатонного класса.
Самолётов 3М в строю оказалось больше, чем Ту-95 в бомбардировочном варианте и, до поступления на вооружение ракетоносцев, они считались главной ударной силой Дальней авиации.
Тем временем начавшаяся в середине 1950-х гг. разрядка международной напряжённости постепенно сменялась новым витком холодной войны. Размещение в 1962 г. советских баллистических ракет на Кубе привело к резкому обострению отношений с США и развитию Карибского кризиса.
Командование Вооружённых Сил СССР спешно перегруппировывало силы. Полки 201-й ТБАД перебросили в Шяуляй. В первый и последний раз за всю историю атомного противостояния с Америкой советские стратегические бомбардировщики несли боевое дежурство в столь высокой степени готовности: самолёты полностью заправлены и снаряжены, термоядерные боеприпасы подвешены, грузовые отсеки опломбированы, экипажи получили опечатанные портфели с картами маршрутов и «засургученные» конверты с кодами взведения взрывателей.
В каждом полку действовать непосредственно над Штатами предстояло двум эскадрильям. Часть самолётов спешно переоборудовали в танкеры, которым вместе с М-4-II предстояло дозаправлять ударные машины. Обеспечение прохода стратегических бомбардировщиков вблизи баз НАТО, находившихся в Северной Европе и на Аляске, возлагалось на фронтовую авиацию, а также на Ту-16 (как ударные, так и постановщики помех). По расчётам, этого было вполне достаточно, чтобы заблокировать объекты ПВО противника. Однако, над территориями Канады и США «стратегам» пришлось бы действовать самостоятельно, причём полагаться на фактор внезапности не приходилось. Правда, к моменту их появления части РВСН уже успели бы «отстреляться», но никто не мог сказать, насколько эффективным окажется ядерный удар МБР первого поколения и какая часть сил ПВО противника сохранит боеспособность.
Все понимали, что начало войны будет означать всемирную катастрофу — накопленных ядерных арсеналов уже хватало для того, чтобы сделать жизнь на Земле невозможной, и трагическая участь собственных семей казалась неизбежной. Тем не менее, ветераны отмечают достаточно высокий боевой дух личного состава, отсутствие суеты и видимой нервозности. Например, процесс подвески специальных боеприпасов, который на учениях обычно вызывал много излишних эмоций, прошёл чётко и слаженно. Лётные экипажи самих бомб не видели, принимая самолёты с уже опломбированными бомболюками. И, конечно же, все вспоминают, с какими приподнятыми чувствами был встречен приказ об отмене повышенной боеготовности.
К своему первому десятилетию 201-я ТБАД подошла, достигнув очень высокого уровня боеготовности. Дальние полёты с выходом на океанские просторы стали нормой.
В 1964 году лётный состав приступил к выполнению новой для себя задачи: обнаружению авианосных ударных групп флота США в Атлантике. Обычная продолжительность таких полётов составляла 16 часов. Летом следующего года экипаж подполковника А. Булавина выполнил первый в истории дивизии полёт с двумя дозаправками и находился в воздухе более 21 часа.
Когда американцы начали активно использовать свои B-52 во Вьетнаме, в советской Дальней авиации стали уделять внимание отработке применения самолётов М-4, 3М и Ту-95 для решения тактических задач. Одновременно экипажи осваивали новые методики преодоления системы ПВО, включавшей новейшие ЗРК и сверхзвуковые перехватчики. В частности, в то время были введены полёты звеньев и пар в очень плотном строю, интервалы в котором выбирались с таким расчётом, чтобы метка на индикаторе наземной РЛС от всей группы выглядела как от одиночного самолёта. В учебные программы вошли полёты и бомбометания с малых и предельно малых высот, а также отработка применения по наземным целям пушечного вооружения. Эти задания выполняли как экипажи бомбардировщиков, так и заправщиков, у которых существовала возможность подвески в грузовом отсеке пары бомб калибром до 500 кг.

### Как заправщик
С развитием стратегических вооружений функции 201-й дивизии стали существенно меняться. По мере переоборудования 3М в танкеры дозаправка становилась основной задачей соединения. В 1970-е гг. базировавшиеся в Шяуляе и Украинке эскадрильи вернулись в Энгельс, пополнив состав полков. 1230-й ТБАП стали называть авиаполком самолётов-заправщиков (АПСЗ). От использования Ту-16 для поддержания лётных навыков экипажей «эмок» отказались, уж очень отличались методики управления этими самолётами.
Нагрузки на заправщики постоянно возрастали. Кроме остававшихся в строю бомбардировщиков 3М, услуги танкеров требовались различным модификациям Ту-95, Ту-22, самолётам ДРЛО Ту-126, дальним противолодочным Ту-142. Непродолжительное время несли штанги дозаправки Ту-22М, пока их не демонтировали по договору ОСВ-1. К середине 1980-х гг. общее число «клиентов» заправщиков из Энгельса превысило 500 машин. И надо сказать, что до появления в США самолёта-танкера KC-10 советский 3М-П оставался самой мощной машиной этого класса в мире,  превосходя американский KC-135, который в версии KC-135R может вместить максимум 118 470 литров топлива. А также британские VC-10K, переоборудованные бомбардировщики «Вулканы» и «Викторы».
Одной из интереснейших страниц в биографии самолётов-заправщиков стало обеспечение полётов Ту-95РЦ на обнаружение приводнявшихся в Индийском океане спускаемых аппаратов (СА) лунных автоматических кораблей «Зонд». Первый полёт советского «лунника» показал, что за ним тщательно следили не только из ЦУПа — после приводнения американский корабль сделал попытку выловить СА. Следовало обеспечить максимально быстрое обнаружение следующих аппаратов и наведение кораблей подбора, а сделать это можно было только с большой высоты.
Ту-95 мог достать до самого южного района возможной посадки «Зонда» лишь с дозаправкой. После предварительных тренировок на слётанность 21 сентября 1968 г. с аэродрома Моздок взлетела пара 3М-Н — Ту-95РЦ. За ней с интервалом в один час шли следующие с таким расчётом, чтобы к моменту входа СА в атмосферу первая пара была у самой удалённой точки посадочного коридора, а последняя — у самой ближней. Полёт проходил над Закавказьем и Ираном, затем под самолётами появились воды Оманского залива. Танкеры отдали 20 т топлива и повернули обратно, а Ту-95РЦ продолжили свой путь. Экипаж головного самолёта, который возглавлял командир 392-го ОДРАП ВВС Северного флота И. Ф. Гладков, визуально обнаружил СА, засёк его радиомаяк и навёл на место приводнения судно подбора. 22 сентября «Зонд» был поднят на его борт.

### Завершение службы
В первой половине 1980-х закончилась модернизация Ту-95КМ в вариант К-22, на вооружение начали поступать новые ракетоносцы Ту-95МС, а несколько позднее — Ту-160. Одновременно устаревшие модификации Ту-16, Ту-22 и Ту-95 стали отправлять на слом. Под эту кампанию попали и последние бомбардировщики 3М. Фотография их «расчленёнки» обошла страницы многих печатных изданий. 9 несостоявшихся ракетоносцев 3МД тогда уцелели, наверное, благодаря симпатиям командования. Самые изящные в семействе, они получили прозвище «стиляги» и считались командирскими машинами. Их отправили на почётную пенсию, законсервировав на базе хранения под Энгельсом, но подняться в небо им было уже не суждено. Лишь один 3МД бортовой 30 серийный 0301804 был в марте 1986 года расконсервирован и перегнан в Энгельс с шестого поля, а 8 июля 1986 года он перелетел из Моздока на место своей вечной стоянки в ЦМ ВВС Монино. Остальные же 3МД были уничтожены в 1988—89 году.
- На Викискладе есть медиафайлы по теме Самолёт 3М в Монинском музее3М в поле, 1989 год

3М в поле, 1989 год

В этот период 73-я ТБАД была перевооружена на Ту-95К-22 и Ту-95КМ. Эксплуатация самолётов 3М в этом соединении завершилась в 1985 году.
Однако с порезкой «троек» явно поторопились. Ведь насыщение войск современными самолётами-заправщиками Ил-78 проходило непозволительно медленно, так что потребность в мясищевских танкерах продолжала расти, и переоборудованные бомбардировщики ещё могли послужить. Тем более, что их услуги потребовались фронтовой авиации и ПВО, которые стали получать оснащённые системами дозаправки Су-24М и МиГ-31. Поэтому оставшиеся в строю «эмки», включая старые М-4, продолжали усиленно трудиться до начала 1990-х годов.
Один из последних летающих самолётов этого семейства был 3МН-II бортовой 56. 21 марта 1994 года экипаж майора А. С. Гура перегнал его из Раменского в Энгельс. Далее самолёты сначала были переведены в резерв, а с 1996 года стали разделываться на металлолом. Последние 3М порезаны в начале 1998 года, сохранился лишь один самолёт с базы разделки — 3МС-II бортовой 14.

## Аварии и происшествия
Работа экипажей самолётов 3М (как и M-4-II) была отнюдь не простой. Вот лишь несколько примеров.
В очередном полёте танкеру M-4-II, управляемому экипажем комэска Королёва, предстояло дозаправить 3М. Лётчикам долго не удавалось сконтактировать и, проскочив крайний рубеж дозаправки, командир бомбардировщика выпросил «попробовать ещё разок». На сей раз получилось. Танкер отдал керосин, но теперь, чтобы дотянуть до базы, ему предстояло идти «по потолкам», где расход топлива минимален. Однако после расцепа шланг лишь наполовину намотался на барабан и остановился. Все попытки убрать его закончились неудачей, не сработала и аварийная гильотина. Незакрывшийся люк ухудшил аэродинамику самолёта, и о полёте с минимальным расходом топлива речь уже не шла.
Буквально на честном слове М-4 всё же добрался до аэродрома, но тот, как назло, оказался закрыт грозовым фронтом. Однако выбора у экипажа не оставалось, и пришлось рисковать. Пройдя через страшную болтанку, машина лишь перед самой полосой попала в спокойную зону. Она уже катилась по бетонке, как вдруг где-то внутри фюзеляжа раздался сильный удар. После заруливания выяснилось, что убрать шланг помешал образовавшийся на агрегатах КАЗа лёд, у земли он растаял, а так как лебёдку оставили в положении на уборку, то шланг буквально влетел в грузовой отсек, произведя тот самый удар.
Известны и другие случаи дозаправки на нерасчётных рубежах. Один из них закончился трагически. В ходе больших учений танкеры 201-й ТБАД обслуживали ракетоносцы Ту-95КД из 106-й дивизии, работавшие с заполярного ледового аэродрома Оленья. После расцепки заправщик остался с малым запасом топлива, не позволявшим долететь до ближайшего «внеклассного» аэродрома Большой Земли, и командир запросил разрешения садиться в Оленьей. Руководивший полётами начальник штаба 106-й ТБАД запросил разрешения у Москвы. Переговоры затянулись, в верхах никто не желал брать ответственность на себя. А тем временем положение осложнилось: посреди ВПП застрял Ту-95, и стащить его имевшимися на дальней полярной «точке» средствами не удавалось. Командир «эмки», кружившей на последнем керосине, радировал, что обойдёт злосчастный «Ту» — полоса была достаточно широкой. И руководитель полётов принял решение.
Танкер выполнил заход, но полоса, горбом вздымающаяся к середине, закрыла от лётчиков место аварии ракетоносца. Когда пилоты его увидели, было уже поздно. Пытаясь уйти от столкновения, «эмка» сошла с ВПП и вспыхнула. Из её экипажа не выжил никто. Начальника штаба 106-й ТБАД, по отзывам подчинённых, грамотного офицера, сняли с должности.
1960-е
Хотя пик аварийности прошёл, но первая половина 1960-х гг. оказалась омрачённой несколькими катастрофами:
- 12 июля 1961 г. из-за пожара на борту погиб новейший 3МД № 1801 экипажа Морозова.
- 7 марта 1963 г. во время полёта над якутской тайгой была потеряна пара бомбардировщиков 3М. Ведомый начал выполнять непредусмотренное перестроение и столкнулся с ведущим. Спаслось только шесть человек.
- 5 мая 1965 г. была понесена особенно болезненная утрата — на Дальнем Востоке погиб вместе со своим экипажем командир 73-й ТБАД полковник В. И. Болдинский. Он выполнял контрольный полёт на 3МД № 1301 в паре с другим бомбардировщиком. «Стратеги» шли над морем в облаках, а затем повернули к берегу. Очевидно, Болдинский и его штурман не учли, что по курсу находились сопки высотой до 1200 м и снизились до 600 м. В результате самолёт врезался в гору.

Куда более благополучно закончился инцидент 27 мая 1965 г. Танкер M-4-II майора Васильева отдал топливо Ту-95К, экипаж которого возглавлял подполковник Гершуненко. После расцепки ракетоносец стал обгонять заправщик, его командир отвлёкся от пилотирования, работая с оборудованием кабины, и не заметил, как приблизился вплотную к «эмке». Ту-95К ударил снизу килем по передней части фюзеляжа танкера. К счастью, полученные повреждения оказались некатастрофическими для обоих кораблей, которые приземлились на ближайших аэродромах.
18 октября 1967 года. Самолёт 3М. Экипаж подполковника Булавина. При выполнении встречной дозаправки, после приёма топлива, на расцепе произошёл обрыв шланга заправки. Выброшенное топливо из шланга попало в двигатели. В результате произошёл помпаж второго и третьего двигателей. На втором двигателе были разрушены трубопроводы противообледенительной, основной и бустерной гидравлической и воздушной системы и механического привода управления первым и вторым двигателями. В отсеке второго двигателя возник пожар. Экипаж выключил второй и третий двигатели, ликвидировал пожар, перевёл управление самолётом на ручное, запустил третий двигатель и продолжил полёт на трёх двигателях в район аэродрома. При заходе на посадку, из-за отсутствия давления в обеих гидросистемах и в воздушной системе, основные стойки шасси не выпустились. Для обеспечения нормальной скорости экипаж выключил первый (не управляемый) двигатель. После выпуска щитков-закрылков над ДПРМ спомпажировал и остановился четвёртый двигатель. Посадка самолёта произведена на вспаханное поле, на фюзеляж, ночью, в 2,3 км до ВПП. Экипаж не пострадал.
1970-е
В 1970-е гг. произошли минимум три катастрофы из-за пожаров в воздухе:
- 17 сентября 1973 г. после взлёта M-4-II, пилотируемого командиром корабля Л. Н. Станиславским, при затормаживании колёс шасси уже в нише лопнула тормозная камера правого заднего колеса. Гидросмесь вылилась на горячие барабаны, воспламенилась, а от неё загорелись пневматики. Через 9 минут это привело к взрыву расположенных рядом топливных баков, тем не менее объятый пламенем танкер продолжал лететь. Экипаж стал катапультироваться, но командиру корабля и стрелку-радисту спастись не удалось. Со слов участника того полёта, бортинженера Поллуксова В. М., сигнализация включённого стояночного тормоза показывала, что система расторможена, была подана команда на взлёт. В итоге виновным в трагедии был объявлен командир корабля. Были приняты меры по предотвращению подобных происшествий. В частности, были убраны шторки затемнения лампы сигнализации.
- 13 мая 1975 г. пожар на борту 3М майора Крылова привёл к взрыву и почти мгновенному разрушению машины в воздухе. Все находившиеся на борту, включая командира полка п-ка Блинкова, погибли.
- 7 июля 1978 г. у 3М, пилотируемого майором В. В. Усовым, начался пожар одного двигателя. Занервничавший правый лётчик выключил исправный двигатель. Очевидно, состояние этого пилота быстро передалось другим членам экипажа, началась неразбериха и паника, в которой были включены огнетушители исправного, но не работавшего двигателя. В итоге пожар разрастался, и через 4 мин 30 с экипаж начал беспорядочно покидать корабль, при этом погибли борттехник и стрелок-радист.

Опаснейшая ситуация возникла 29 февраля 1972 г. на борту танкера 3М, которым управлял экипаж майора А. Г. Игнатьева. На высоте 11 000 м произошло разрушение левого блистера передней гермокабины, что вызвало её мгновенную разгерметизацию. Кислородные маски в то время у лётчиков были сняты, и они потеряли сознание. Лишившийся управления самолёт начал быстро снижаться по спирали со значительным левым креном. Сидевший в одиночестве в задней кабине командир огневых установок после безуспешных попыток связаться с остальными членами экипажа посчитал, что катастрофа неизбежна и на высоте 4800 м катапультировался. Однако трагедию предотвратил борттехник, который надел маски на лётчиков и привёл их в чувство.
Тяжёлые лётные происшествия продолжались. Так, 15 апреля 1972 г. группе из пяти самолетов 3М пришлось садиться на покрытую мокрым снегом ВПП при сильном боковом ветре. Уже первый самолёт сошёл в сторону с полосы, повредив более 2 км боковых осветительных огней. При этом погасли ограничительные огни торца полосы. Выкатилась за пределы бетонки и застряла в грунте ещё одна машина. Но трагичней всех оказалась судьба самолёта, управляемого экипажем майора Г. А. Лыбина. «Эмка» приземлилась с перелётом в 1000 м на повышенной скорости и на переднюю опору шасси. Началось «козление». Во время третьего прыжка самолёт свалился на крыло, после сильнейшего удара разрушился и сгорел. Весь экипаж погиб.
1980-е
8 августа 1984 года на 3М произошло возгорание и взрыв авиакеросина. Экипаж из 7 человек (Тухватулин В. Р., Миронов К. К., Козионов В. А., Воротников А. В., Ефишин А. Е., Шаврин Н. В., Кириченко В. П.) под командованием Тухватулина В. Р. боролся до последнего, чтобы предотвратить падение самолёта на город-миллионник Саратов. Два члена экипажа смогли катапультироваться с высоты 315 метров. Из семи членов экипажа, шесть получили ордена Красного Знамени, пятеро из них посмертно. Стела погибшим членам экипажа находится на Восточном кладбище г. Энгельса с надписью "Живые помнят вас".

## Оценка проекта
Самолёт не удовлетворял требованиям со стороны заказчика в полной мере. Часто происходили тяжёлые лётные происшествия. Конструкторы, работники завода № 23, испытатели и личный состав строевых частей смогли поднять до приемлемого уровня лётные характеристики, эксплуатационные качества машины и её надёжность. И всё же в литературе за самолётом закрепилась репутация аварийного. Действительно, из 116 М-4 и 3М, находившихся в эксплуатации, в авариях и катастрофах погибли 27, ещё не менее трёх разбились до поступления в части. Таким образом, потери составили четверть всего парка. Однако, по имеющимся данным, почти 63 % этих утрат (17 машин) приходится на менее совершенный М-4. Необходимо также учитывать, что причиной немалой части лётных происшествий стал человеческий фактор.
Отсутствие ракетного вооружения предопределило отношение к самолёту в высших звеньях политического и военного руководства СССР. Но сегодня, когда известны результаты применения американцами В-52 в региональных конфликтах, можно с уверенностью сказать, что возможности «эмок» не были раскрыты в полной мере.

## Тактико-технические характеристики
Источник данных: Брук А. А., 2000; Мороз С., 2000.
| ТТХ 3М различных модификаций                        |                                                                  |                                                                  |                                                                  |                                                                  |
|                                                     | 3М (прототип)                                                    | 3МН                                                              | 3МС                                                              | 3МД                                                              |
| Технические характеристики                          |                                                                  |                                                                  |                                                                  |                                                                  |
| Экипаж                                              | 7                                                                | 7                                                                | 7                                                                | 7                                                                |
| Длина, м (без штанги топливоприёмника)              | 48,76                                                            | 48,76                                                            | 48,76                                                            | 49,2                                                             |
| Высота, м                                           | 11,5                                                             | 11,5                                                             | 11,5                                                             | 11,5                                                             |
| Размах крыла, м                                     | 53,14                                                            | 53,14                                                            | 53,14                                                            | 53,14                                                            |
| Площадь крыла, м²                                   | 351,78                                                           | 351,78                                                           | 351,78                                                           | 359,82                                                           |
| Коэффициент удлинения крыла                         | 8,03                                                             | 8,03                                                             | 8,03                                                             | 8,03                                                             |
| Масса пустого, кг                                   | 74 430                                                           | 75 210                                                           | 75 540                                                           | 76 800                                                           |
| Нормальная взлётная масса, кг                       | 150 000                                                          | 140 000                                                          | 140 000                                                          | 145 600                                                          |
| Максимальная взлётная масса, кг                     | 203 500                                                          | 190 000                                                          | 192 000                                                          | 193 000                                                          |
| Силовая установка                                   | 4 × ТРД ВД-7                                                     | 4 × ТРД ВД-7Б                                                    | 4 × ТРД РД-3М-500А                                               | 4 × ТРД ВД-7Б                                                    |
| Бесфорсажная тяга, кгс (кН)                         | 4 × 11000 (107,9)                                                | 4 × 9500 (93,2)                                                  | 4 × 8700 (85,3)                                                  | 4 × 9500 (93,2)                                                  |
| Лётные характеристики                               |                                                                  |                                                                  |                                                                  |                                                                  |
| Максимальная скорость, км/ч                         | 940                                                              | 930                                                              | 925                                                              | 930                                                              |
| Практическая дальность, км                          | 12 100                                                           | 11 050                                                           | 9 650                                                            | 11 850                                                           |
| Практический потолок, м                             | 12 900                                                           | 12 750                                                           | 12 700                                                           | 12 150                                                           |
| Нагрузка на крыло, кг/м²                            | 578                                                              | 549                                                              | 549                                                              | 520                                                              |
| Тяговооружённость (при максимальной взлётной массе) | 0,22                                                             | 0,2                                                              | 0,2                                                              | 0,2                                                              |
| Аэродинамическое качество                           | 18,70                                                            |                                                                  |                                                                  |                                                                  |
| Длина разбега, м                                    | 1650                                                             | 1700                                                             | 1700                                                             | 1700                                                             |
| Длина пробега, м                                    | 2800                                                             | 2800                                                             | 2800                                                             | 3000                                                             |
| Вооружение                                          |                                                                  |                                                                  |                                                                  |                                                                  |
| Стрелково-пушечное                                  | 3 × 2×АМ-23                                                      | 3 × 2×АМ-23                                                      | 3 × 2×АМ-23                                                      | 3 × 2×АМ-23                                                      |
| Боевая нагрузка, кг (нормальная / максимальная)     | 5000 / 18 000                                                    | 5000 / 18 000                                                    | 5000 / 18 000                                                    | 5000 / 18 000                                                    |
| Бомбы, кг                                           | 2 × ФАБ-9000 или ФАБ-5000 6 × ФАБ-3000 28 × ФАБ-500 52 × ФАБ-250 | 2 × ФАБ-9000 или ФАБ-5000 6 × ФАБ-3000 28 × ФАБ-500 52 × ФАБ-250 | 2 × ФАБ-9000 или ФАБ-5000 6 × ФАБ-3000 28 × ФАБ-500 52 × ФАБ-250 | 2 × ФАБ-9000 или ФАБ-5000 6 × ФАБ-3000 28 × ФАБ-500 52 × ФАБ-250 |